# كل قنات جهان أباد (دشت روم)
كل قنات جهان أباد (بالفارسية: کل قنات جهان‌آباد) هي قرية تقع في إيران في قسم دشت روم الريفي. يقدر عدد سكانها بـ 24 نسمة بحسب إحصاء 2016.